# Saltator ardoisé
Saltator grossus
Espèce
Répartition géographique
Statut de conservation UICN

 LC  : Préoccupation mineure
Le Saltator ardoisé (Saltator grossus) est une espèce d'oiseaux de la famille des Thraupidae.

## Description
Cette espèce mesure environ 21 cm de longueur pour une masse de 41 à 53 g. Son plumage est gris sombre et son bec rouge.

## Répartition et habitat
Cet oiseau vit dans le nord de l'Amérique du Sud : Vénézuela, Suriname, Guyana, Guyane, Brésil...
Cette espèce peuple les forêts, en particulier les forêts humides de plaine.

## Liste des sous-espèces
Selon la classification de référence du Congrès ornithologique international (version 10.2, 2020) :
- sous-espèce Saltator grossus saturatus (Todd, 1922)
- sous-espèce Saltator grossus grossus (Linnaeus, 1766)